# دوري كرة القدم النرويجي الدرجة الأولى 1975
دوري كرة القدم النرويجي الدرجة الأولى 1975 (بالنرويجية: 2. divisjon fotball for menn 1975)‏ هو الموسم 27 من الدوري النرويجي الدرجة الأولى. أشرف على تنظيمه اتحاد النرويج لكرة القدم، وفاز فيه نادي برينه.